# Кампилонго, Антонио
Антонио Кампилонго (исп. Antonio Campilongo; 18 ноября 1911, Буэнос-Айрес — неизвестно) — аргентинский футболист, правый нападающий.

## Карьера
Антонио Кампилонго начала карьеру в клубе «Спортиво Барракас» в 1927 году. Он выступал за клуб до 1931 года, проведя 70 матчей и забив 8 голов. В 1931 году Кампилонго перешёл в клуб «Платенсе» из Висенте-Лопес. Он долгое время играл за эту команду, проведя 228 матчей и забив 42 гола, по другим данным 242 матча. В 1933 году Антонио играл за клуб «Архентино де Кильмес» на Кубке Конкуренции чемпионата Аргентины.
В 1939 году на корабле «Океания» Кампилонго прибыл в Италию. На этом корабле находилась группа аргентинских футболистов, приплывших в эту страну в поисках работы. Был проведён ряд товарищеских матчей, в результате которых Мигель Анхель Панто, Франсиско Провиденте, Катальдо Спитале и Кампилонго подписали контракт с клубом «Рома». 17 сентября он дебютировал в составе команды в матче с «Болоньей» (2:0), где сразу забил. 7 января 1940 года Кампилонго забил победный мяч в дерби с «Лацио» (1:0). Всего за клуб он провёл 10 матчей и забил два гола в чемпионате и один матч на Кубке Италии. После сезона в Италии, Антонио, который не смог приспособиться к футболу в Европе, возвратился на родину, став игроком клуба «Альмагро».